# Miss Supranational
Miss Supranational (česky doslovně Nadnárodní slečna) je mezinárodní soutěž krásy. V roce 2009 soutěž založila Beauty World Association v Płocku (Polsko). Každoročně ji organizuje společnost World Beauty Association sídlící v Panamě.
Současná Miss Supranational 2019 je Antonnie Porsild z Thajska.

## Vítězky soutěže
| rok  | ročník | Vítězka                | Země         | I. vicemiss             | Země      | II. vicemiss           | Země      | Datum konání      | Místo konání  |
| ---- | ------ | ---------------------- | ------------ | ----------------------- | --------- | ---------------------- | --------- | ----------------- | ------------- |
| 2009 | 1.     | Oksana Moria           | Ukrajina     | Marina Lepesha          | Bělorusko | Klaudia Ungerman       | Polsko    | 5. září 2009      | Płock         |
| 2010 | 2.     | Karina Pinilla Corro   | Panama       | Hana Věrná              | Česko     | Sandra Marinovic       | Slovinsko | 28. srpna 2010    | Płock         |
| 2011 | 3.     | Monika Lewczuk         | Polsko       | Liudmila Yakimovich     | Bělorusko | Valery Velez           | Portoriko | 26. srpen 2011    | Płock         |
| 2012 | 4.     | Katsyariana Buraya     | Bělorusko    | Nanthawan Wannachutha   | Thajsko   | Michaela Dihlová       | Česko     | 14. září 2012     | Varšava       |
| 2013 | 5.     | Mutya Johanna Datul    | Filipíny     | Jacqueline Morales      | Mexiko    | Leyla Kose             | Turecko   | 6. září 2013      | Minsk         |
| 2014 | 6.     | Asha Bhat              | Indie        | Parapadsorn Disdamrong  | Thajsko   | Maggaly Nguema         | Gabon     | 5. prosinec 2014  | Krynica-Zdrój |
| 2015 | 7.     | Stephania Stegman      | Paraguay     | Siera Bearchell         | Kanada    | Mónica Castaño Agudelo | Kolumbie  | 4. prosinec 2015  | Krynica-Zdrój |
| 2016 | 8.     | Srinidhi Ramesh Shetty | Indie        | Valeria Vespoli Figuera | Venezuela | Jaleesa Pigot          | Surinam   | 2. prosinec 2016  | Krynica-Zdrój |
| 2017 | 9.     | Jenny Kim              | Korea        | Martha Martinez         | Kolumbie  | Bianca Tirsin          | Rumunsko  | 1. prosinec 2017  | Krynica-Zdrój |
| 2018 | 10.    | Valeria Vasquez        | Portoriko    | Katrina Jayne Dimaranan | USA       | Magdalena Bieńkowska   | Polsko    | 7. prosinec 2018  | Krynica-Zdrój |
| 2019 | 11.    | Antonnia Porsild       | Thajsko      | Yana Haenisch           | Namibie   | Jesica Fitriana        | Indonésie | 6. prosinec 2019  | Katowice      |
| 2022 | 13.    | Lalela Mswane          | Jižní Afrika | Praewwanich Ruangthong  | Thajsko   | Nguyen Huynh Kim Duyen | Vietnam   | 15. července 2022 | Malopolskie   |

### Počet vítězství jednotlivých zemí
| Země      | Počet titulů | Roky vítězství |
| --------- | ------------ | -------------- |
| Indie     | 2            | 2014, 2016     |
| Ukrajina  | 1            | 2009           |
| Panama    | 1            | 2010           |
| Polsko    | 1            | 2011           |
| Bělorusko | 1            | 2012           |
| Filipíny  | 1            | 2013           |
| Paraguay  | 1            | 2015           |
| Korea     | 1            | 2017           |
| Portoriko | 1            | 2018           |
| Thajsko   | 1            | 2019           |

## Úspěchy českých dívek
| Finalistky              | Finalistky       | Finalistky                                  | Finalistky |
| Ročník                  | Jméno a příjmení | Umístění                                    |            |
| ----------------------- | ---------------- | ------------------------------------------- | ---------- |
| Miss Supranational 2010 | Hana Věrná       | I. vicemiss                                 |            |
| Miss Supranational 2011 | Aneta Grabcová   | TOP 20                                      |            |
| Miss Supranational 2012 | Michaela Dihlová | II. vicemiss                                |            |
| Miss Supranational 2013 | Lucie Klukavá    | not placed                                  |            |
| Miss Supranational 2014 | Jana Zapletalová | Miss Supranational Europe, TOP 10           |            |
| Miss Supranational 2015 | Taťána Makarenko | Miss Photogenic, TOP 20, 12. místo          |            |
| Miss Supranational 2019 | Hana Vágnerová   | Miss Supranational Europe, TOP 10, 6. místo |            |

| Vedlejší tituly         | Vedlejší tituly  | Vedlejší tituly | Vedlejší tituly |
| Ročník                  | Jméno a příjmení | Umístění        |                 |
| ----------------------- | ---------------- | --------------- | --------------- |
| Miss Supranational 2012 | Michaela Dihlová | Miss Photogenic |                 |
| Mis Supranational 2015  | Taťána Makarenko | Miss Photogenic |                 |

### České reprezentantky na Miss Supranational
| rok  | Jméno a příjmení | Česká soutěž                                  | Umístění v české soutěži      |
| ---- | ---------------- | --------------------------------------------- | ----------------------------- |
| 2009 | Aneta Zelená     | Miss Renata 2009                              | I. vicemiss                   |
| 2010 | Hana Věrná       | Miss České republiky 2009                     | II. vicemiss                  |
| 2011 | Aneta Grabcová   | Česká Miss 2011                               | Česká Miss Internet           |
| 2012 | Michaela Dihlová | Česká Miss 2012                               | finalistka                    |
| 2013 | Lucie Klukavá    | Miss Supranational Czech 2013 Česká Miss 2011 | vítězka finalistka            |
| 2014 | Jana Zapletalová |                                               |                               |
| 2015 | Taťána Makarenko | Miss Czech Republic                           | ředitelka Miss Czech Republic |
| 2016 | Michaela Hávová  | Česká Miss 2016                               | finalistka                    |
| 2017 | Tereza Vlčková   | Česká Miss 2017                               | II. vicemiss                  |
| 2018 | Jana Šišková     | Česká Miss 2018                               | I.vicemiss                    |
| 2019 | Hana Vágnerová   | Miss Czech Republic 2019                      | IV. vicemiss                  |